# Apanteles gaytotini
Apanteles gaytotini är en stekelart som beskrevs av Blanchard 1959. Apanteles gaytotini ingår i släktet Apanteles och familjen bracksteklar. Inga underarter finns listade i Catalogue of Life.